# Żubracze
Żubracze – wieś w Polsce położona w województwie podkarpackim, w powiecie leskim, w gminie Cisna, nad rzeką Solinką.

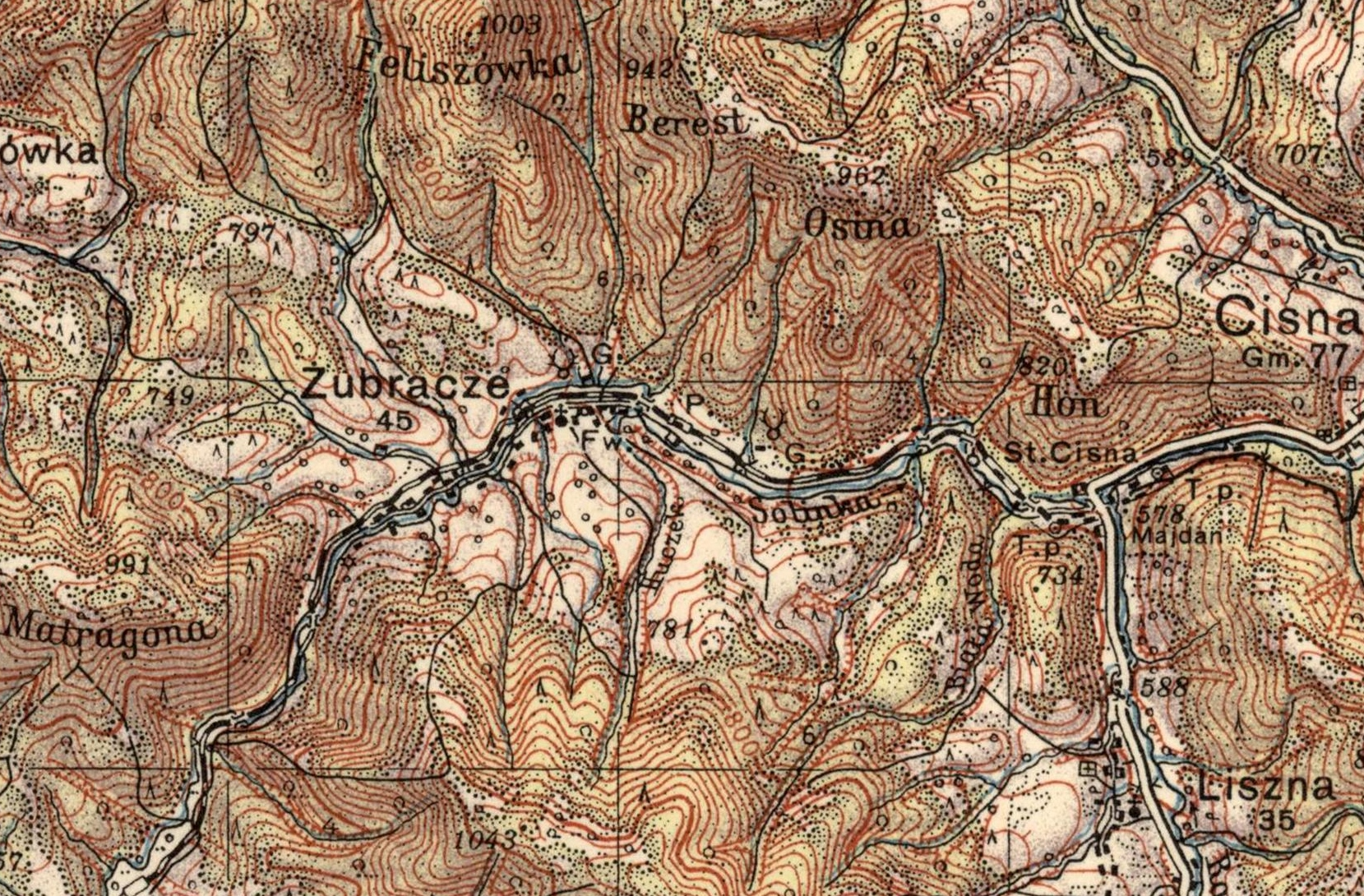
Żubracze na mapie Wojskowego Instytutu Geograficznego z 1938 roku

Wieś prawa wołoskiego w latach 1551–1600, położona w ziemi sanockiej województwa ruskiego.
W 1848 roku w wyniku uwłaszczenia chłopów ziemia i budynki stały się własnością rolników mieszkających w Żubraczach. W połowie XIX wieku właścicielem posiadłości tabularnej Zubieńsko był Kazimierz Józef Turowski.
W II Rzeczypospolitej wieś w powiecie leskim województwa lwowskiego. W latach 1944–1946 nacjonaliści ukraińscy z OUN-UPA zamordowali tutaj 18 Polaków i 10 Ukraińców za pomaganie Polakom.
W 1946 wieś została kompletnie spalona przez UPA.
W latach 1975–1998 miejscowość administracyjnie należała do województwa krośnieńskiego. 
Przez wieś przebiega droga wojewódzka nr 897.
W obrębie tej miejscowości leży stacja Majdan, baza bieszczadzkiej kolejki wąskotorowej.
Na przełęczy Przysłup (749 m) znajduje się wybudowana w 2017 wieża widokowa „Szczerbanówka”.